# アカタチ科
アカタチ科（アカタチか、Cepolidae）は、スズキ目スズキ亜目に所属する魚類の分類群の一つ。2亜科3属で構成され、イッテンアカタチ・ソコアマダイなど45種が含まれる。

## 概要
アカタチ科はニュージーランド近海を含む西部太平洋・インド洋と、地中海・東部大西洋に分布する海水魚のグループである。すべて海底付近で生活する底生魚で、水深80m以深の大陸棚で暮らす種類が多い。
スズキ亜目は3つの上科に分けられ、本科はそのうちのアカタチ上科に所属する唯一の科となっている。やや深みに分布するため目にする機会は少ないが、日本ではイッテンアカタチなど一部の種類が底引き網で漁獲され、練製品や塩焼きなどにして利用される。

## 形態
アカタチ科の仲間は赤やピンクを基調とした体色をもち、体は左右に平たく側扁する。体長は数十cm程度の種類が多い。口は端位で、やや上を向く。
背鰭は1つで、通常は3本の棘条をもつが、4本あるいは欠く種類もいる。臀鰭の棘条は0-2本。鋤骨と口蓋骨の歯を欠く。後擬鎖骨は1つで、鰓条骨は6本。側線は背鰭のすぐ下を走行する。

## 分類
アカタチ科は3属45種で構成され、暫定的にアカタチ亜科・ソコアマダイ亜科の2亜科に細分される。日本近海からは4属8種が報告されている。

### アカタチ亜科
アカタチ亜科 Cepolinae は2属9種からなる。著しく側扁して細長く、尾鰭に向かって先細りした体型をもつことが特徴。背鰭と臀鰭の基底は非常に長く、それぞれ65本以上の鰭条をもち、尾鰭と連続する。鱗は小さく、椎骨の数は65-80個。
- アカタチ属 Acanthocepola
  - Acanthocepola abbreviata (Valenciennes, 1835)
  - インドアカタチ Acanthocepola indica (Day, 1888)
  - アカタチ Acanthocepola krusensternii (Temminck & Schlegel, 1845)
  - イッテンアカタチ Acanthocepola limbata (Valenciennes, 1835)
- スミツキアカタチ属 Cepola
  - Cepola australis Ogilby, 1899
  - Cepola haastii (Hector, 1881)
  - Cepola macrophthalma (Linnaeus, 1758)
  - Cepola pauciradiata Cadenat, 1950
  - スミツキアカタチ Cepola schlegelii Bleeker, 1854

### ソコアマダイ亜科
ソコアマダイ亜科 Owstoniinae は1属36種を含み、ほとんどが深海に生息する。かつては独立のソコアマダイ科 Owstoniidae として分類されていた。体はアカタチ亜科のように極端に細長くはならない。背鰭・臀鰭の鰭条は32 本以下で、尾鰭とは連続しない。腹鰭と尾鰭の鰭条は長く発達する。アカタチモドキは日本のみから報告されている稀な魚類で、アカタチ類とソコアマダイ類の中間的な形態をもつとされる。
- ソコアマダイ属 Owstonia
  - Owstonia ainonaka Smith-Vaniz & Johnson, 2016
  - Owstonia contodon Smith-Vaniz & Johnson, 2016
  - Owstonia crassa Smith-Vaniz & Johnson, 2016
  - Owstonia dispar Smith-Vaniz & Johnson, 2016
  - Owstonia dorypterus (Fowler, 1934)
  - Owstonia elongata Smith-Vaniz & Johnson, 2016
  - Owstonia fallax Smith-Vaniz & Johnson, 2016
  - Owstonia geminata Smith-Vaniz & Johnson, 2016
  - Owstonia grammodon (Fowler, 1934)
  - Owstonia hastata Smith-Vaniz & Johnson, 2016
  - Owstonia hawaiiensis Smith-Vaniz & Johnson, 2016
  - Owstonia ignota Smith-Vaniz & Johnson, 2016
  - ソコアマダイモドキ Owstonia japonica Kamohara, 1935
  - オオソコアマダイ Owstonia kamoharai Endo, Liao & Matsuura, 2015
  - Owstonia lepiota Smith-Vaniz & Johnson, 2016
  - Owstonia maccullochi Whitley, 1934
  - Owstonia macrophthalma (Fourmanoir, 1985)
  - Owstonia melanoptera Smith-Vaniz & Johnson, 2016
  - Owstonia merensis Smith-Vaniz & Johnson, 2016
  - Owstonia mundyi Smith-Vaniz & Johnson, 2016
  - Owstonia nalani Smith-Vaniz & Johnson, 2016
  - Owstonia nigromarginata (Fourmanoir, 1985)
  - Owstonia nudibucca Smith-Vaniz & Johnson, 2016
  - Owstonia psilos Smith-Vaniz & Johnson, 2016
  - Owstonia raredonae Smith-Vaniz & Johnson, 2016
  - Owstonia rhamma Smith-Vaniz & Johnson, 2016
  - Owstonia sarmiento Liao, Reyes & Shao, 2009
  - Owstonia scottensis Smith-Vaniz & Johnson, 2016
  - Owstonia sibogae (Weber, 1913)
  - Owstonia similis Smith-Vaniz & Johnson, 2016
  - Owstonia simotera (Smith, 1968)
  - アカタチモドキ Owstonia taeniosoma (Kamohara, 1935)
  - トサアマダイ Owstonia tosaensis Kamohara, 1934
  - ソコアマダイ Owstonia totomiensis Tanaka, 1908
  - Owstonia weberi (Gilchrist, 1922)
  - Owstonia whiteheadi (Talwar, 1973)